# شهرستان هادسپت (تگزاس)
هادسپت یکی از شهرستان‌های ایالت تگزاس می‌باشد.
این شهرستان در غرب این ایالت است.
جمعیت این شهرستان در سال ۲۰۱۰ میلادی معادل ۳۴۷۶ نفر بود.